# Ladomirová
Ladomirová je obec na Slovensku v okrese Svidník. Žije zde přibližně 1 000 obyvatel. Poprvé je písemně doložena v roce 1414 jako osada Ladamerwagasa.

## Polohoha a charakteristika
Ladomirová byla součástí Šarišské župy a patřila do okresu Svidník. Ladomirová leží v severní části Nízkých Beskyd v údolí říčky Ladomirky. Terén v okolí obce je členitý, dolinami menších potoků rozřezaný povrch tvoří souvrství flyše, náplavy štěrků a písků a svahové hlíny. Zalesněna je pouze ve východní a severní část (buk, habr a bříza).

## Dějiny
Obec byla založena v dobách valašské kolonizace na zákupním právu a v roce 1427 nebyla zdaněna. Z místní pevnůstky, přeměněné později na kastel, ve středověku kasteláni spravovali východní část hradního panství Makovica.
V druhé polovině 14. století Cudarovci, majitelé Makovice, zintenzivnili po roce 1364 kolonizaci svého panství také na podkladě modifikovaného německého práva. Svůj majetek rozšiřovali a obohacovali dalším osídlováním nebo zakládáním nových osad, dokonce tak intenzívně, že se dostali do finančních těžkostí a v roce 1414 část svého panství zálohovali Janovi Bubekovi z Plešivce. Zálohovány byly i nově vzniklé osady, mezi které patřila i Ladomirová. V letech 1415–1416 byla majetková dražba území a sídla makovického panství potvrzena donací
krále Zikmunda a Jagerskou kapitulou.
Středověké panství Makovica bylo později rozděleno na 3 obvody – hradní (zborovský), kurimský a ladomirský. Podstatný a strategický význam měl ladomirovský obvod v dnešní Ladomirové. Proto z Makovice vycházely podněty na osídlování území východně severně od této obce.
Přes obec vedla významná obchodní cesta z Potisí do Polska. Před rokem roku 1458 už v Ladomirové vybírali královské mýto na mýtní stanici na novém obchodně-vojenském přechodu do Polska skrz blízký Dukelský průsmyk, kterého význam narůstal již od poloviny 15. století. Kastel je uváděn jako castellum.
V druhé polovině 15. století a na začátku 16. století ho měli v držbě bohatí magnáti z Rozhanovců. Podobu kastelu dnes už neznáme. O obchodní frekventovanosti cesty svědčí i novější nález nádoby s asi 5 zlatými dukáty krále Matyáš Korvín (jeden kus se nachází ve sbírce Muzea ukrajinské a rusínské kultury ve Svidníku pod přírůstkovým číslem 11/78).
V 15. století byla nejvýchodnější a nejsevernější vesnicí v dolině Ladomírky i Šarišské župy. Tehdy zde Cudarovci postavili kastel, který zde existoval i v 16. století.
Obec je uvedena v nařízení Pavla Rákociho (od roku 1626 išpana-župana Šariše a Turně) z 30. prosince 1624, kde vyhlásil privilegium, kterým osvobodil od roboty na panském kněze z obce Ladomir. Namísto povinných robot měl platit ročně na svátek sv. Michala archanděla 10 florénů a jednu kožku z kuny.
Od 18. a 19. století zde měly majetky Ladomírskovci.
V roce 1600 měla usedlost 16 obývaných poddanských domů, obydlí šoltýse, mlýn, mýtnici, kostel, faru, školu a kastel. V roce 1787 měla obec 102 domů a 720 obyvatel, v roce 1828 pak 128 domů a 946 obyvatel, v roce 1942 měla 164 domů a 879 obyvatel (v té době byla počtem obyvatel největší obcí tehdejšího okresu Svidník), kteří se živili zemědělstvím, chovali dobytek a pracovali v lesích.
Historická zástavba v obci a výstavba sedláckých obydlí byla budovaná u silnic a typologicky ji můžeme zařadit, má charakter nepravidelného rozmístění jednotlivých domů.
Až do počátku druhé světové války v obci byly jen roubené domy s maštalí a kůlnou pod společnou vysokou valbovou slaměnou střechou. Při obnově válkou zničených domů byly už budovány cihlové zděné domy s vícero místnostmi, které stále ještě měly charakter původních roubených staveb. Koncepce výstavby modernějších rodinných domů a vesnice se začala měnit až v šedesátých letech 20. století.
Ještě počátkem 20. století v obci bylo rozšířeno tkaní plátna, pletení košů a výroba dřevařského nářadí.
Po první světové válce se v obci usadili ruští emigranti (pravoslavní mniši), kteří zde v roce 1923 postavili pravoslavný chrám sv. Archanděla Michala.
Na podzim 1944 se u obce odehrála velká tanková bitva v rámci Karpatsko-dukelské operace. Ladomirová byla osvobozena 26. listopadu 1944. V té době v místním hostinci „U Gajdoša“ 11. prosince 1944 naposledy dirigoval vojenský hudební koncert Vít Nejedlý. Pro připomínku této události zde byla instalována pamětní deska. Obec byla v té době téměř celá zničena, po osvobození byla znovu vystavěna.
Státní statek byl založen v roce 1954. V 90. letech 20. století byla jeho činnost ukončena. Většina zdejších obyvatel pracovala v průmyslových závodech ve Svidníku. Ostatní obyvatelé pak pracovali většinou v zemědělství a v lesích.

## Symboly obce

### Znak
V červeném štítu na zlatém pažitu dvě stojící k sobě pootočené postavy. Drží se za ruku, na pravé straně je stříbrně oděný muž v modré vestě, černých botách se stříbrným pérem v černém klobouku. Na levé straně stojí zlatovlasá žena se zlatým copem, ve stříbrných šatech, modrém živůtku a černé zástěře.

### Vlajka
Vlajka obce sestává z 6 podélných žluto-červeno-žluto-bílo-zeleno-žlutých pruhů. Vlajka má poměr stran 2:3 a ukončena je dvěma zástřihy, sahajícími do třetiny jejího listu.
Obecní znak byl vytvořen podle pečetidla obce z roku 1868. Autory znaku jsou Michal Kosť a Dragica Vrteľová.
Symboly obce byly přijaty na jednání obecního zastupitelstva 21. května 1998 a jsou zapsány v Heraldickém registru Slovenské republiky (1. svazek, strana 120–121) pod číslem L-82/1998.

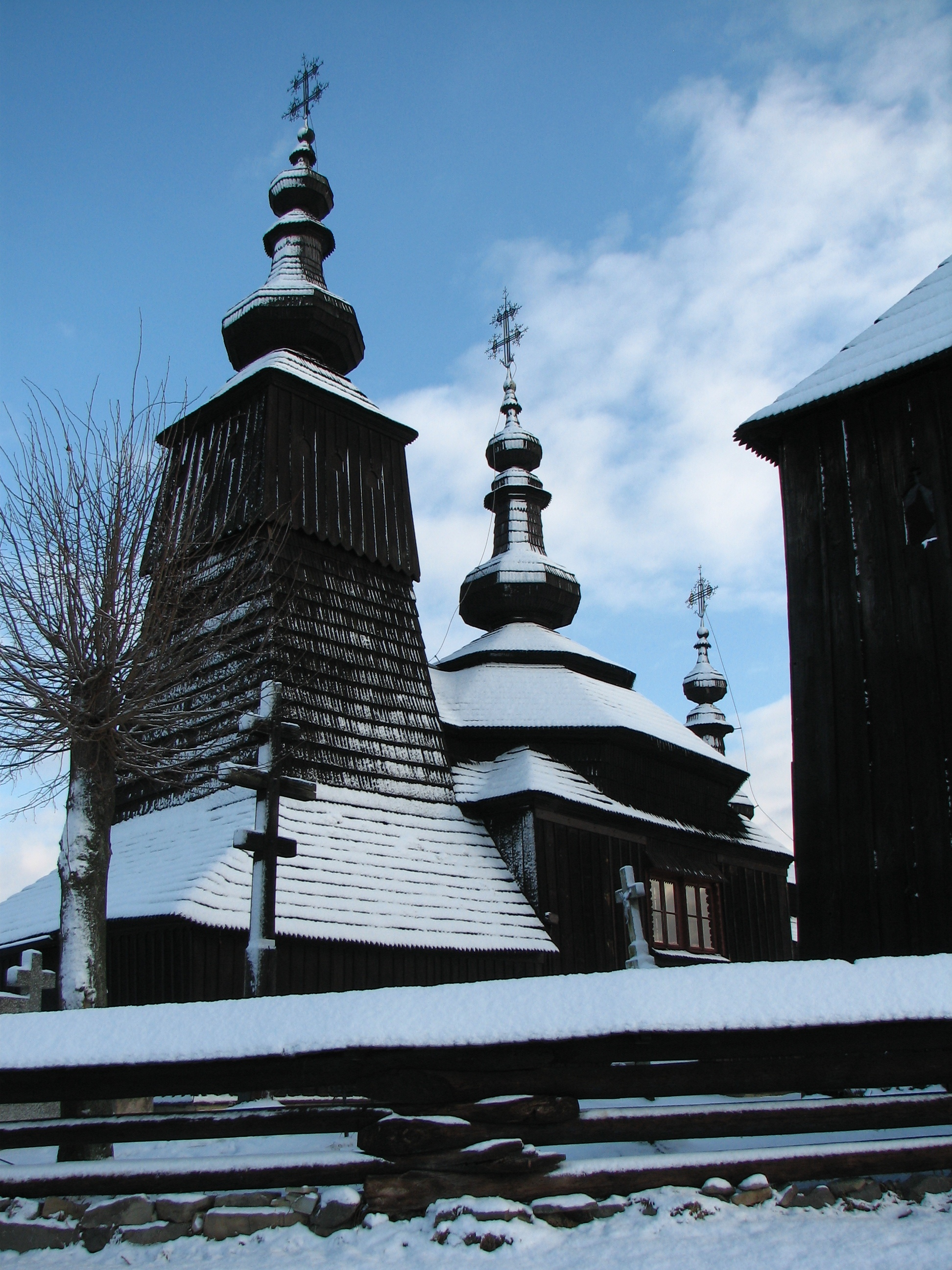
Kostel archanděla Michala, národní kulturní památka je zapsána v seznamu kulturního dědictví UNESCO.

## Stavby
V obci se nachází řeckokatolický dřevěný kostel se zvonicí z roku 1742, zasvěcený svatému Michaelovi archandělovi. Byl postaven bez jediného hřebíku.
V době druhé světové války byla poškozená pravá strana ikonostasu, zpět do původní podoby byla zrestaurována v roce 1946. Kostel byl znovu poškozen v roce 1957, kdy na něj za bouře spadla okolostojící lípa. Kostel je od roku 1968 národní kulturní památkou a od 8. července 2008 je zapsán v seznamu světového kulturního dědictví UNESCO.
V areálu kostela na jižní straně se nachází dřevěná zvonice sloupové konstrukce z vnější strany zabezpečená vertikálními smrkovými deskami. I ona byla poškozena pádem lípy a znovu byla zrekonstruována do původního stavu.
Kostel je srubový trojprostorový sakrální objekt. Věž zde dominuje. Věže i stupňovité dvojpodlažní stanové střechy nad svatyní jsou ukončeny tzv. šindelovými „makovičkami“ s kovanými kovovými kříži. Pozoruhodnou charakteristiku sakrálního komplexu určuje exteriérová stupňovitá dynamická střecha, která je pokryta šindelem. Tento typ střechy se stal prototypem pro kostel v Miroli a Hunkovcích. Srub i podvěžní prostory jsou v exteriéru upraveny vertikálními smrkovými deskami s lištami. Na západní straně lodě se nalézá malý chór s dřevěným parapetem. V přední části oplocení objektu se zachovala část dřevěné trámové ohrady se šindelovou stříškou a také vstupní branka s nízkou jehlanovou stříškou pokrytou šindelem.
Umělecky hodnotný je ikonostas a oltář, který pochází z poloviny 18. století. Pětiřadá polychromovaná dřevěná architektura je vyplněna ikonami. V hlavní řadě ikonostasu se nacházejí ikony sv. biskupa Mikuláše, Bohorodičky Hodigetrie, Ježíše Krista Učitele a svatého archanděla Michaela. Do druhé řady byly umístěny ikony s obsahem hlavních církevních svátků, uprostřed které se nachází ikona s námětem Poslední večeře. Ve třetí řadě byly instalovány ikony s jednotlivými apoštoly. Uprostřed se nachází ikona Pantokratora. Ve čtvrté řadě je 6 medailónů, ve kterých jsou vyobrazeny dvojice postav. Uprostřed řady je zobrazeno Ukřižování s Bohorodičkou a sv. Janem Evangelistou. V páté řadě se nalézají ikony Kristus vstal z mrtvých, pod 2. a 3. ikonou jsou zobrazeni cherubíni a pod 4. ikonou byzantská císařovna Helena a císař Konstantin s křížem. Kromě toho je zde několik ikon a ostatních bohoslužebných předmětů zapsaných v seznamu kulturních památek. Některé ikony s nacházejí ve sbírkách Šarišského muzea v Bardejově.
V obci se nachází ještě jeden novější pravoslavný Kostel svatého Michaela archanděla, který byl postaven podle vzoru ruských chrámů v 20. letech 20. století. V jeho interiéru najdeme nástěnné malby (fresky) a ikony vytvořené v souladu s byzantským a staroruským stylem. Autory maleb byli mniši Filion a Kyprian. Řezbářské a stolařské práce vykonávali mnich Michal a místní občan Nikolaj Bojko.
V roce 1924 zde byl postaven pravoslavný monastýr – klášter – s církevní tiskárnou Jova Počajevského. Monastýr měl velkou knihovnu a byl významným střediskem vzdělanosti ve svidnickém okrese. Klášter zde existoval až do podzimu roku 1944, kdy byl zničen při vojenské Karpatsko-dukelské operace. Kromě církevních knih se zde tiskly knihy různého žánru a periodika. Po 2. světové válce mnoho zdejších mnichů emigrovalo do USA.
V klášteře působil šedesátičlenný smíšený církevní pěvecký sbor.

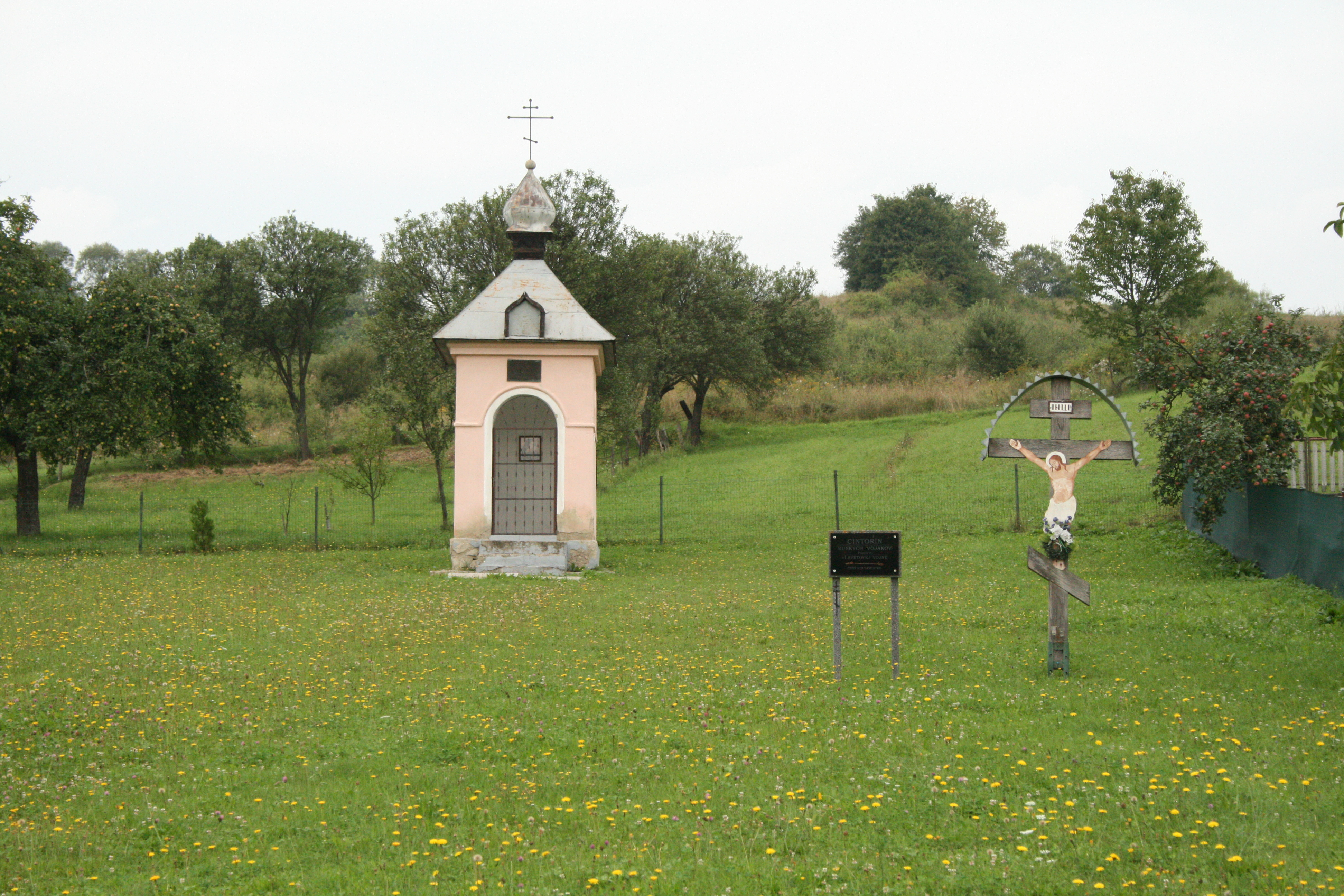
Vojenské pohřebiště 200 pochovaných vojáků Ruské armády z první světové války. Kaplička byla postavena ve 30. letech 20. století

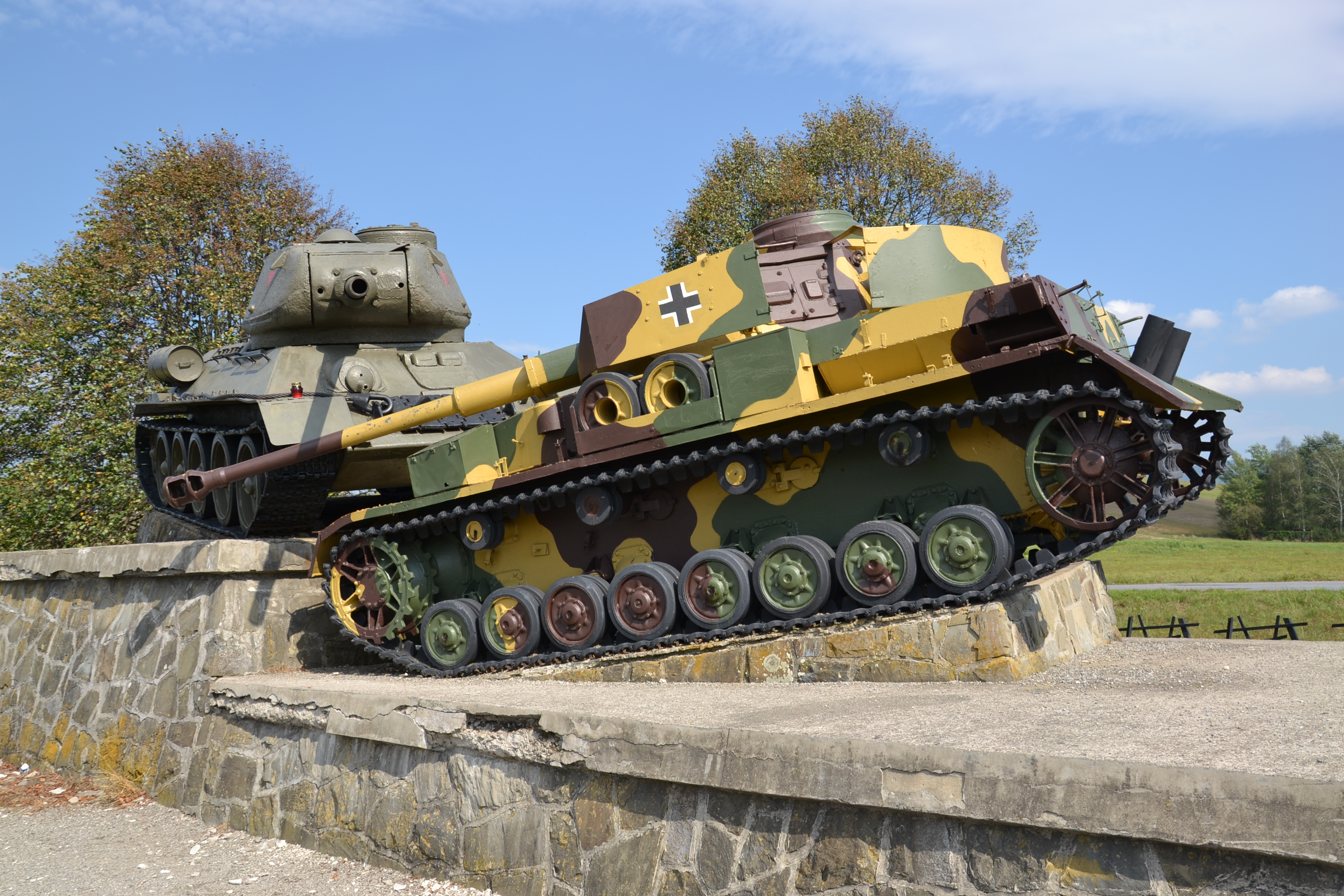
Vojenské exponáty z tzv. Údolí smrti, kde se odehrála největší tanková bitva na Slovensku

## Památníky

### Vojenský hřbitov z 1. světové války
U státní silnice (směrem na Duklu) nalevo, přímo v obci, se nachází, neudržovaný vojenský hřbitov z první světové války, kde je pochováno 270 ruských vojáků v 82 společných hrobech (od října 1914 do března 1915), příslušníků 8. armády generála Brusilova. Identita pochovaných vojáků není známa. Předpokládá se, že v meziválečném období byla jména některých obětí ještě známa. 28 hrobů je hromadných. V hrobech č. 1 – 12 je pochováno po 6 obětech a v šachtách č. 13 – 28 bylo pochováno 8 obětí. Dalších 16 hrobů patří do kategorie společných. V každém z nich jsou pochovány dvě oběti. 38 obětí bylo pochováno jednotlivě.
Toto místo připomíná malá kaplička. V jejím interiéru se nacházejí sakrální předměty. Dnes již hroby nejsou označeny a celý hřbitov vypadá jako klasická louka, na kterou byla umístěna informační tabule.
Kapličku dali postavit ruští utečenci v roce 1938 při příležitosti 950. výročí přijetí křesťanství Kyjevskou Rusí. Realizátorem stavby byli mniši místního pravoslavného monastýru.

## Historický vývoj názvu obce
- Ladomir, Ladomirowa 1773
- Lademér 1786
- Ladomér, Ladomírowá 1808
- Ladomér 1863–1902
- Ladomérvágása 1907–1913
- Ladomirová, Ladomirovce 1920
- Ladomirová od roku 1927 až doposud

## Vývoj počtu obyvatel
- 1869 – 811 obyvatel
- 1880 – 816 obyvatel
- 1890 – 751 obyvatel
- 1900 – 749 obyvatel
- 1910 – 836 obyvatel
- 1921 – 719 obyvatel
- 1930 – 791 obyvatel
- 1940 – 879 obyvatel
- 1948 – 599 obyvatel
- 1961 – 720 obyvatel
- 1970 – 792 obyvatel

## Rodáci
V obci se narodil patriarcha ruské pravoslavné církve v zahraničí Laurus (Vasiľ Škurla).